# Patinação artística nos Jogos Olímpicos de Inverno de 1924 - Individual feminino
A prova feminina da patinação artística nos Jogos Olímpicos de Inverno de 1924 foi disputada por 8 patinadoras de seis países.

## Medalhistas
| Ouro   | AUT Herma Planck-Szabo |
| Prata  | USA Beatrix Loughran   |
| Bronze | GBR Ethel Muckelt      |

## Classificação final
| Pos. | Atleta                     | Pontos | Placar |
| ---- | -------------------------- | ------ | ------ |
|      | AUT Herma Planck-Szabo     | 7      | 299.17 |
|      | USA Beatrix Loughran       | 14     | 279.85 |
|      | GBR Ethel Muckelt          | 26     | 250.07 |
| 4    | USA Theresa Weld-Blanchard | 27     | 249.53 |
| 5    | FRA Andrée Brunet-Joly     | 38     | 231.92 |
| 6    | CAN Cecil Smith            | 44     | 230.75 |
| 7    | GBR Kathleen Shaw          | 46     | 221.00 |
| 8    | NOR Sonja Henie            | 50     | 203.82 |